# دشت اتوپیا
دشت اتوپیا (انگلیسی: Utopia Planitia) یا اتوپیا پلانیتیا (به یونانی و لاتین: "Nowhere Land Plain"), (انگلیسی: Utopia Planitia) دشت بزرگی در اتوپیا، بزرگ‌ترین دهانه برخوردی شناخته‌شده در سیاره مریخ[a] و نیز در منظومه شمسی با قطر تخمینی ۳۳۰۰ کیلومتر (۲۱۰۰ مایل) است. این همان منطقه مریخی است که فرودگر وایکینگ ۲ در ۳ سپتامبر ۱۹۷۶ در آنجا به زمین نشست و کاوش خود را آغاز کرد. مریخ نورد ژورانگ نیز در ۱۴ می ۲۰۲۱ به عنوان بخشی از مأموریت تیان‌ون ۱ در آنجا فرود آمد. این ناحیه در نقطه پادپایی آرگیر پلانیتیا، در مرکز ۴۶٫۷ درجه شمالی ۱۱۷٫۵ درجه شرقی قرار دارد. همچنین در چهار ضلعی کاسیوس، چهارگوش آمنتس و چهارضلعی Cebrenia مریخ قرار دارد.
در دشت اتوپیا بسیاری از سنگ‌ها به‌صورت در خاک نشسته‌هستند، گویی باد بخش زیادی از خاک را در پایه‌های آنها برداشته است. یک پوسته سطح سخت نیز از محلول‌هایی از مواد معدنی که از خاک بالا می‌روند در سطح تبخیر می‌شوند، تشکیل می‌شود. برخی از نواحی سطح، توپوگرافی اسکالوپ را نشان می‌دهند، سطحی که به نظر می‌رسد توسط یک قاشق بستنی حک شده‌است. تصور می‌شود که این سطح در اثر تخریب یک منجمد دائمی غنی از یخ تشکیل شده‌است. بسیاری از ویژگی‌هایی که شبیه پینگوهای روی زمین هستند در دشت اتوپیا (~۳۵–۵۰° شمالی؛ ~۸۰–۱۱۵° E) یافت می‌شوند.